# Brayton (Iowa)
Pour les articles homonymes, voir Brayton.
Brayton est une ville du comté d'Audubon, en Iowa, aux États-Unis.  Elle est fondée en 1878  et incorporée en 1922. Brayton est le nom d'un employé d'une compagnie de chemin de fer. La première école est ouverte à Brayton en 1896.

## Source de la traduction
- (en) Cet article est partiellement ou en totalité issu de l’article de Wikipédia en anglais intitulé « Brayton, Iowa » (voir la liste des auteurs).